# 红安站
红安站位于湖北省黄冈市红安县八里湾镇，建于1996年。现为四等站。目前仅办理货运业务：办理整车普通货物到发业务。红安站与红安西站仅一墙之隔，曾经共用候车室。

## 概要
原京九铁路至武汉联络线规划期间有三个线路方案，红安县通过利用红安县出身的李先念对铁路部门和计委等部门进行游说后成功争取线路过境。1993年线路动工，1996年9月1日车站正式开始运营，本站停靠宋埠至江岸的慢车一对（后为麻城—广水/江岸、阜阳—汉口列车）。同年11月23日开办货运业务。
红安站站场设有4条股道，货场内设有3条股道。车站候车室一次性可聚集400人。
2009年4月1日合武铁路红安西站通车。新站位于既有红安站的北侧，站房被两条线路夹在中线，因此本站和红安西站于2013年8月2日前曾经共用一个旅客站房。由于既有站房不敷应用，当地政府于2012年9月6日在红安西站北侧建设新站房，2013年8月2日建成启用，同时红安站的旧站房停用。